# Сливка Павло Васильович
Павло Васильович Сливка (нар. 5 вересня 1949, с. Клебанівка, Тернопільська область) — український педагог, музейник, історик, краєзнавець, громадсько-політичний діяч. Член Національної спілки краєзнавців (1986) та журналістів (2007) України; Народного руху України (1989—1994), Республіканської платформи (від 1994). Депутат Тернопільської міської ради (1990, 1994), голова її комісії з питань культури, духовного та національного відродження.

## Життєпис
Павло Сливка народився 5 вересня 1949 року у селі Клебанівці, нині Підволочиської громади Тернопільського району Тернопільської области України.
Закінчив історичний факультет Львівського університету (1971). Працював учителем у середній школі с. Озерна Зборівського району (1971—1973) та м. Скалат Підволочиського району (1973—1974); завідувачем відділу, заступником директором з наукової роботи Тернопільського обласного краєзнавчого музею (1974—1991); уповноваженим Ради у справах релігій при Кабінеті Міністрів України по Тернопільській області (1991—1992); завідувачем відділу в справах релігій (1992—1996), завідувачем відділу в справах національностей (1996—1998), заступником начальником відділу управління в справах національностей, міґрації та релігій (1998—2000, 2004—2006), начальником відділу з питань національностей та міграції (2000—2004), головним спеціалістом відділу зв'язків із громадськими організаціями та ЗМІ (2006—2007), головним спеціалістом управління інформації та зв'язків з громадськістю (2007—?) Тернопільської ОДА; від 2016 — голова Тернопільського обласного відділення Всеукраїнського об'єднання ветеранів.
2023 року отримав статус борця за незалежність України у XX столітті на території Тернопільської громади.

### Громадська діяльність
Співорганізатор процесів національного і духовного відродження кінця 1980-х — на початку 1990-х, співініціатор повернення вулицям Тернополя історичних назв, імен діячів українських національно-визвольних битв, відновлення національних і релігійних свят.
2016 року виступив за перенесення пам'ятника Олександрові Пушкіну в Тернополі.

## Доробок
Автор публікацій на історичні, краєзнавчі, релігійно-церковні і суспільно-політичні теми у ЗМІ, збірниках. Співавтор путівника «Тернопільський краєзнавчий музей» (1986). Член редколегії збірника документів і спогадів «Відродження держави» (2001).

## Нагороди
- ювілейна медаль «20 років незалежності України» (19 серпня 2011) — за значний особистий внесок у соціально-економічний, науково-технічний та культурно-освітній розвиток Української держави, вагомі трудові здобутки та багаторічну сумлінну працю[6];
- відзнака Тернопільської міської ради (2018)[7].